# Yongding-Tor

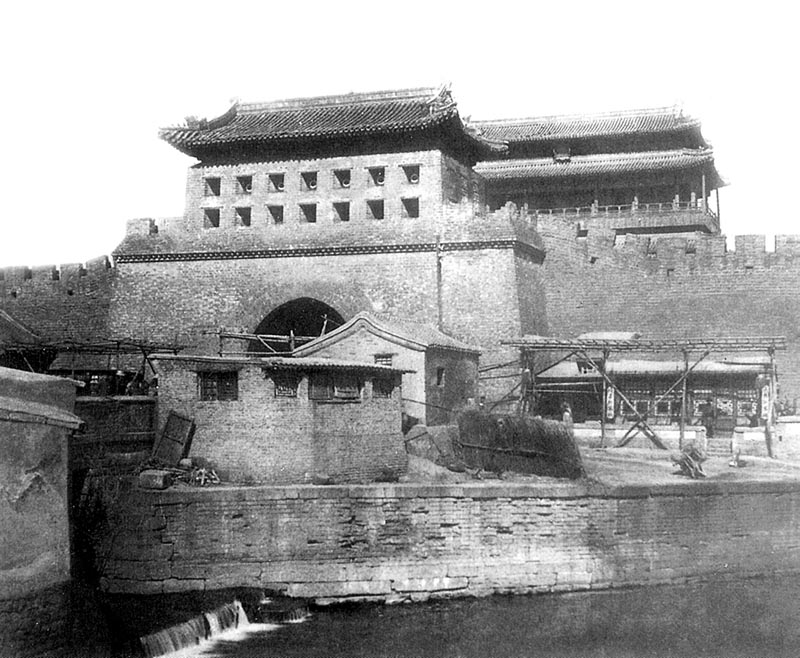
Das ursprüngliche Yongding-Tor

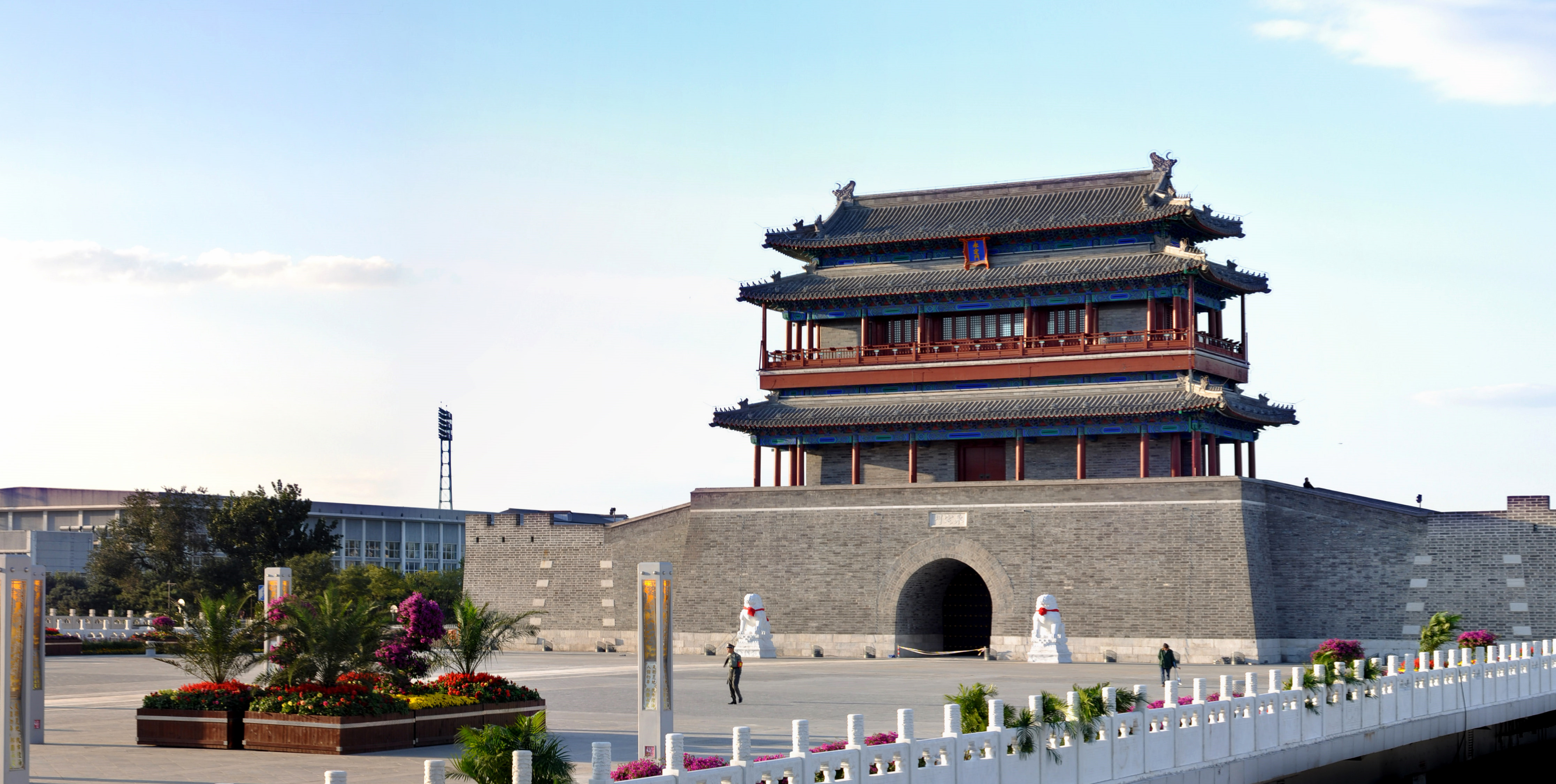
Das rekonstruierte Yongding-Tor

Das Yongdingmen oder Yongding-Tor (chinesisch 永定門 / 永定门, Pinyin Yǒngdìng Mén; Manchu: Enteheme toktoho duka) ist eines der verschwundenen Stadttore der äußeren Stadtmauern von Peking, das nach der Jahrtausendwende rekonstruiert wurde.
Das ursprüngliche Toranlage wurde 1553 errichtet und 1957, nach anderer Darstellung erst 1971, aus Verkehrsgründen abgerissen. Eine weitgehend originalgetreue Replik wurde 2005 im Rahmen der urbanistischen Verschönerungsaktion der chinesischen Hauptstadt für die Olympischen Spiele von 2008 errichtet und nördlich davon ein Park gestaltet.

## Weblink
- Auszug aus Campanella in Google books

Koordinaten: 39° 52′ 15,5″ N, 116° 23′ 34,8″ O